# Ë
Cette page contient des caractères spéciaux ou non latins. S’ils s’affichent mal (▯, ?, etc.), consultez la page d’aide Unicode.
Ne doit pas être confondu avec la lettre cyrillique Ё ou la lettre grecque Ε̈.
Ë, ou E tréma, est un graphème utilisé dans les alphabets albanais, dan, hiw, ripuaire, ladin, cachoube, vurës ou les transcriptions de l’ouïghour et du taïwanais en tant que lettre, et dans les alphabets français, néerlandais, afrikaans, et luxembourgeois comme variante de la lettre « E ». Il s'agit de la lettre E diacritée d'un tréma.

## Utilisation

### Lettre à part entière
‹ ë › est considéré comme une lettre à part entière dans les alphabets suivants :
- albanais : /ə/
- cachoube : /ə/
- dan : /ʌ/
- hiw : /e/ (‹ e › étant déjà utilisé pour /ə/)
- ladin (certains dialectes) : /ɜ/
- ouïghour : /e/
- vurës : /œ/

### Lettre diacritée

#### Français
Le ‹ ë › est d'usage assez rare en français et ne se rencontre que dans deux catégories de mots.
Il se retrouve dans certains mots où le tréma indique que la voyelle qui précède est prononcée séparément comme ambiguë ou aiguë. Cette règle a cependant été rectifiée selon les rectifications orthographiques du français en 1990 pour que le tréma indique que la voyelle à laquelle il s’attache est prononcée séparément comme dans ambigüe ou aigüe. Voir le rapport de 1990 et plus particulièrement le paragraphe III.5.
Il se retrouve aussi dans certains mots ayant conservé leurs graphies malgré la réforme de 1878 le remplaçant par ‹ è ›, notamment des noms propres ou des mots avec plusieurs graphies courantes :
- Noël
- poële (aussi poêle)

#### Néerlandais
En néerlandais, ‹ ë › s’utilise dans une manière similaire au français : dans coëfficiënt, les trémas indiquent qu’il s’agit de voyelles séparées (‹ oe › et ‹ ie › sont normalement des digrammes).

## Représentations informatiques
Pour taper « ë » sur un clavier AZERTY, il faut maintenir la touche Alt, taper 0, 2, 3 et 5, puis relâcher Alt.
Pour taper « Ë » sur un clavier AZERTY il faut maintenir la touche Alt, taper 0, 2, 0 et 3, puis relâcher Alt.
Le E tréma peut être représenté avec les caractères Unicode suivants :
- précomposé (supplément Latin-1) :

| forme     | représentation | chaîne de caractères | point de code | description                     |
| --------- | -------------- | -------------------- | ------------- | ------------------------------- |
| capitale  | Ë              | Ë                    | U+00CB        | lettre majuscule latine e tréma |
| minuscule | ë              | ë                    | U+00EB        | lettre minuscule latine e tréma |

- décomposé (latin de base, diacritiques) :

| forme     | représentation | chaîne de caractères | point de code | description                                 |
| --------- | -------------- | -------------------- | ------------- | ------------------------------------------- |
| capitale  | Ë              | E◌̈                   | U+0045 U+0308 | lettre majuscule latine e diacritique tréma |
| minuscule | ë              | e◌̈                   | U+0065 U+0308 | lettre minuscule latine e diacritique tréma |

Il peut aussi être représenté dans des anciens codages :
- ISO/CEI 8859-1, 2, 3, 4, 9, 10, 13, 14, 15 et 16 :
  - Capitale Ë : CB
  - Minuscule ë : EB

Il peut être représenté avec des entités HTML :
- Capitale Ë : &Euml;
- Minuscule ë :  &euml;